# Casa Editrice La Canzonetta
La Canzonetta è un'azienda di edizioni musicali e casa discografica italiana.

## Storia dell'azienda

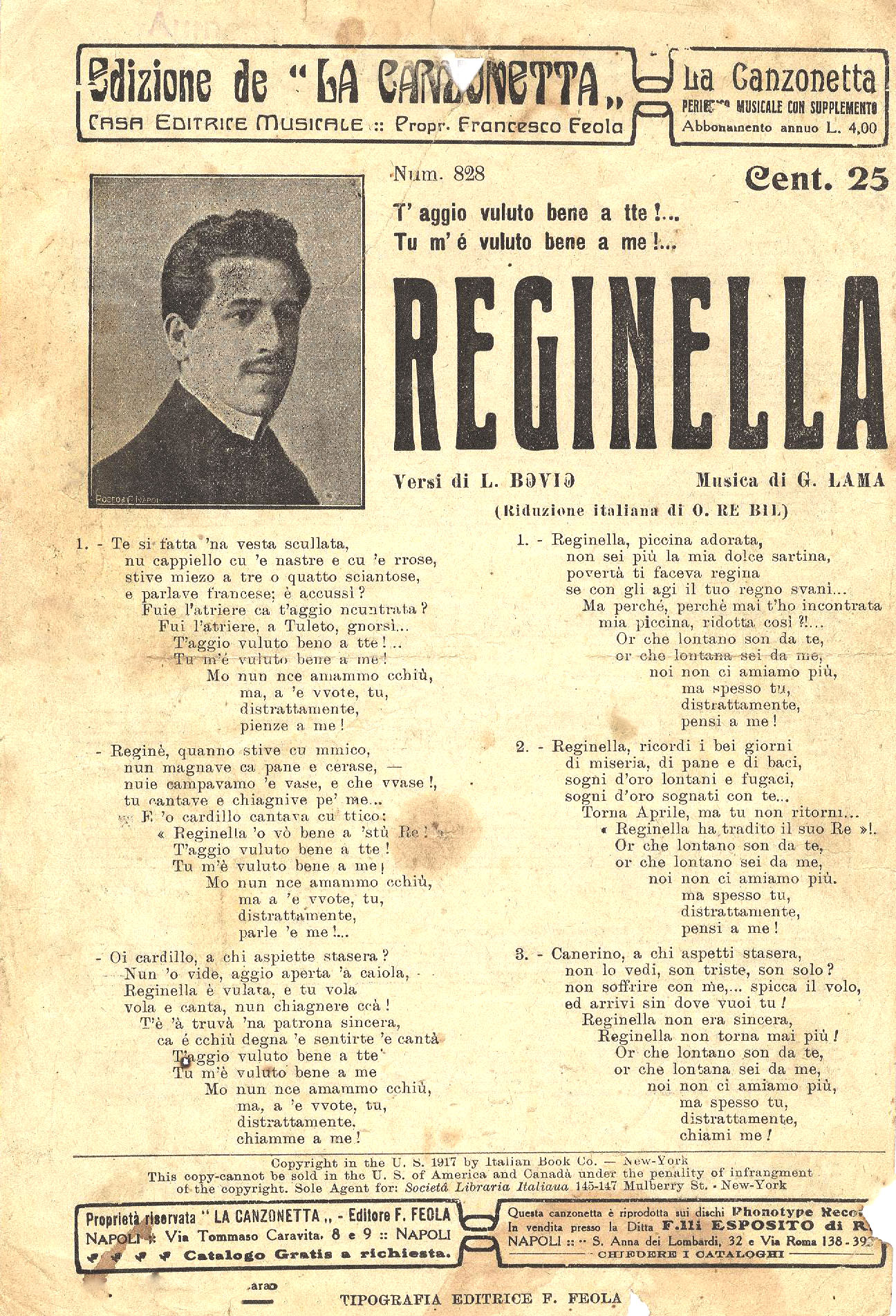
Lo spartito di Reginella, edito da La Canzonetta

La casa editrice La Canzonetta fu fondata a Napoli nel 1901 da due artisti napoletani, il poeta Francesco Feola (Napoli, 24 dicembre 1871 - 4 luglio 1945) e il musicista Giuseppe Capolongo (Napoli, 20 marzo 1877 - 15 dicembre 1928); quest'ultimo, nel 1916, abbandonò il ruolo di amministratore, lasciando la casa editrice nelle sole mani di Feola. 
La Canzonetta, grazie alla qualità e all'assortimento del repertorio, costituì un valido concorrente per l'altra casa editrice all'epoca ben nota, la Casa Editrice Ferdinando Bideri. Francesco Feola organizzò, ininterrottamente, dal 1906 al 1959, senza saltare un anno, il concorso musicale di Piedigrotta La Canzonetta, durante il quale furono presentate e premiate le più belle canzoni napoletane e italiane del primo mezzo secolo del Novecento.
Grazie a La Canzonetta nei primi anni del Novecento la canzone napoletana ebbe una diffusione così estesa da rappresentare la musica italiana in tutto il mondo. Attualmente è gestita dai discendenti di Francesco Feola con Mario Fedele e Massimiliano Di Martino nei ruoli di Amministratori.

## Alcune canzoni pubblicate
- 'A sciantosa  (testo di Alberto Sciotti; musica di Enrico Buonafede)
- 'A tazza 'e cafè (testo di Giuseppe Capaldo; musica di Vittorio Fassone)
- Munasterio 'e Santa Chiara (testo di Michele Galdieri; musica di Alberto Barberis)
- Ciccio Formaggio (testo di Gigi Pisano; musica di Giuseppe Cioffi)
- 'O cuscritto 'nnammurato (testo di Gigi Pisano; musica di Giuseppe Cioffi)
- Reginella (testo di Libero Bovio; musica di Gaetano Lama)
- Malafemmena (testo e musica di Antonio de Curtis, "Totò")
- Indifferentemente (testo di Umberto Martucci; musica di Salvatore Mazzocco)
- Casa mia (testo e musica di Antonio de Curtis, "Totò")
- Dincello mamma mia (testo e musica di Antonio de Curtis, "Totò")
- Pe' vint'anne (testo e musica di Antonio de Curtis, "Totò")
- Ddoie strade (testo e musica di Antonio de Curtis, "Totò")
- Rosa di maggio (testo e musica di Antonio de Curtis, "Totò")
- Palomma (testo e musica di Armando Gill)
- Scio llà (testo di Vincenzo Acampora; musica di Enrico Buonafede)
- Serenata 'e 'na zingara (testo di Enzo De Caro e Arturo Duyrat; musica di Enrico Buonafede)
- Stellestella stellete (testo di Giovanni Marigliano, musica di Enzo Di Domenico)
- Veleno d'ammore (testo di Vincenzo Acampora; musica di Enrico Buonafede)

## Casa Discografica
Come casa discografica, anche con i  nomi Sintesi 3000 e Blue Angels ha prodotto album di musica italiana/napoletana per Sal Da Vinci, Luciano Bruno, Ida Rendano, Gloriana,Nuova Generazione, Life, Ciak, Gianni Simioli, Bisca, Rfc, Pennelli di Vermeer, Luigi Libra, Mario Da Vinci, 
Miranda Martino, Beppe Barra, James Senese,  Napoli Centrale,  Walhalla,
Nino Buonocore, 24 Grana e Francesco Di Bella.